# Coupe de France de rugby à XIII 2024-2025
Vous lisez un « bon article » labellisé en 2025.
Navigation
Édition précédente Édition suivante
La Coupe de France de rugby à XIII 2024-2025, appelée Coupe de France Lord Derby, est la quatre-vingt-cinquième édition de la Coupe de France, compétition à élimination directe. Organisée par la Fédération française de rugby à XIII, elle met aux prises vingt clubs français et voit la victoire, au Parc des sports et de l'amitié à Narbonne, de Saint-Estève XIII catalan, qui bat en finale Albi R.L. 26 à 18. Il s'agit du sixième titre du club catalan dans cette compétition après les éditions 2001, 2004, 2005, 2016 et 2018.
L'édition 2025 oppose les onze clubs de Championnat de France de première division et les neuf clubs de Championnat de France de deuxième division, huit clubs de deuxième division s'affrontant d’abord dans des barrages pour les huitièmes de finale.

## Liste des équipes en compétition
Lors de l'édition de cette Coupe de France, les clubs participants sont tous présents dans la première ou seconde division, nommés respectivement Super XIII et Élite 2.
| Clubs de Super XIII (11)  | Clubs d'Élite 2 (9)       |
| ------------------------- | ------------------------- |
| Albi RL                   | RC Carpentras             |
| SO Avignon                | Ille XIII                 |
| AS Carcassonne            | RC Lescure-Arthes         |
| FC Lézignan               | Palau XIII                |
| XIII limouxin             | Réalmont XIII             |
| XIII Baroudeur de Pia     | RC Salon                  |
| Saint-Estève XIII catalan | Tonneins XIII             |
| RC Saint-Gaudens          | Pamiers-Vernajoul XIII    |
| Toulouse olympique élite  | Villegailhenc Aragon XIII |
| Villefranche XIII Aveyron |                           |
| Villeneuve RL             |                           |

| \| Albi RL SO Avignon AS Carcassonne FC Lézignan XIII limouxin XIII Baroudeur de Pia Saint-Estève XIII catalan RC Saint-Gaudens Toulouse olympique élite Villefranche XIII Villeneuve RL RC Carpentras Ille XIII RC Lescure-Arthès Palau XIII Pamiers XIII Réalmont XIII RC Salon Tonneins XIII Villegailhenc Aragon \| Clubs prenant part à la Coupe de France de rugby à XIII 2024-2025. |
| Albi RL SO Avignon AS Carcassonne FC Lézignan XIII limouxin XIII Baroudeur de Pia Saint-Estève XIII catalan RC Saint-Gaudens Toulouse olympique élite Villefranche XIII Villeneuve RL RC Carpentras Ille XIII RC Lescure-Arthès Palau XIII Pamiers XIII Réalmont XIII RC Salon Tonneins XIII Villegailhenc Aragon                                                                          |

## Déroulement de la compétition

### Barrages pour les huitièmes de finale
Les barrages pour les huitièmes de finale, premier tour de cette édition de Coupe de France, dont le tirage au sort a été effectué par le président de la Fédération française de rugby à XIII, Dominique Baloup, accompagné d'Albert Santallusia, se déroulent les samedi 19 et dimanche 20 octobre 2024. Ils mettent aux prises huit clubs de deuxième division, soit tous les clubs de deuxième division à l'exception de Palau Broncos XIII. La rencontre entre le R.C. Lescure-Arthès XIII et Tonneins Lot-et-Garonne XIII est la seule indécise avec une victoire des visiteurs 36 à 32. Les deux rencontres R.C. Carpentras-Réalmont XIII et R.C. Salon XIII-Villegailhenc-Aragon R.L. XIII respectent la logique sportive des forces en présence avec des victoires des favoris, les Carpentrassiens et les Villegailhencois. Enfin, la rencontre Pamiers-Vernajoul XIII-Ille XIII semblait équilibrée sur le papier mais voit la large victoire des Illois 42 à 24.
| 19 octobre 2024 17 h | R.C. Carpentras (2) | 60 - 12 (42 - 6) | (2) Réalmont XIII | Stade de la Roseraie, Carpentras Arbitre : M. Sabri |
| 19 octobre 2024 17 h |                     |                  |                   | Stade de la Roseraie, Carpentras Arbitre : M. Sabri |
| 19 octobre 2024 17 h |                     |                  |                   | Stade de la Roseraie, Carpentras Arbitre : M. Sabri |

| 19 octobre 2024 18 h | Pamiers-Vernajoul XIII (2) | 24 - 42 (16 - 16) | (2) Ille XIII | Stade Magnagounet, Pamiers Arbitre : M. Alexandre Guedez |
| 19 octobre 2024 18 h |                            |                   |               | Stade Magnagounet, Pamiers Arbitre : M. Alexandre Guedez |
| 19 octobre 2024 18 h |                            |                   |               | Stade Magnagounet, Pamiers Arbitre : M. Alexandre Guedez |

| 20 octobre 2024 | R.C. Lescure-Arthès XIII (2) | 32 - 36 (a.p.). (22 - 14) | (2) Tonneins Lot-et-Garonne XIII | Stade Jean-Vidal, Lescure-d'Albigeois Arbitre : M. Nicaud |
| 20 octobre 2024 |                              |                           |                                  | Stade Jean-Vidal, Lescure-d'Albigeois Arbitre : M. Nicaud |
| 20 octobre 2024 |                              |                           |                                  | Stade Jean-Vidal, Lescure-d'Albigeois Arbitre : M. Nicaud |

| 20 octobre 2024 | R.C. Salon XIII (2) | 0 - 58 | (2) Villegailhenc-Aragon R.L. XIII | Stade Marcel-Roustan, Salon-de-Provence Arbitre : M. |
| 20 octobre 2024 |                     |        |                                    | Stade Marcel-Roustan, Salon-de-Provence Arbitre : M. |
| 20 octobre 2024 |                     |        |                                    | Stade Marcel-Roustan, Salon-de-Provence Arbitre : M. |

### Tableau final
|  | Huitièmes de finale 4-5 janvier 2025 | Huitièmes de finale 4-5 janvier 2025 |                           |    | Quarts de finale 8-9 février 2025 | Quarts de finale 8-9 février 2025 |  |  | Demi-finales 22-23 mars 2025 | Demi-finales 22-23 mars 2025 |  |  | Finale 5 avril 2025 | Finale 5 avril 2025 |
|  | Huitièmes de finale 4-5 janvier 2025 | Huitièmes de finale 4-5 janvier 2025 |                           |    | Quarts de finale 8-9 février 2025 | Quarts de finale 8-9 février 2025 |  |  | Demi-finales 22-23 mars 2025 | Demi-finales 22-23 mars 2025 |  |  | Finale 5 avril 2025 | Finale 5 avril 2025 |
|  |                                      |                                      |                           |    |                                   |                                   |  |  |                              |                              |  |  |                     |                     |
|  | à Villeneuve-sur-Lot                 | à Villeneuve-sur-Lot                 |                           |    | à Villeneuve-sur-Lot              | à Villeneuve-sur-Lot              |  |  | à Lézignan-Corbières         | à Lézignan-Corbières         |  |  | à Narbonne          | à Narbonne          |
|  | à Villeneuve-sur-Lot                 | à Villeneuve-sur-Lot                 |                           |    | à Villeneuve-sur-Lot              | à Villeneuve-sur-Lot              |  |  | à Lézignan-Corbières         | à Lézignan-Corbières         |  |  | à Narbonne          | à Narbonne          |
|  | Villeneuve R.L.                      | 16                                   |                           |    | à Villeneuve-sur-Lot              | à Villeneuve-sur-Lot              |  |  | à Lézignan-Corbières         | à Lézignan-Corbières         |  |  | à Narbonne          | à Narbonne          |
|  | Villeneuve R.L.                      | 16                                   |                           |    | à Villeneuve-sur-Lot              | à Villeneuve-sur-Lot              |  |  | à Lézignan-Corbières         | à Lézignan-Corbières         |  |  | à Narbonne          | à Narbonne          |
|  | XIII Baroudeur de Pia                | 14                                   |                           |    | à Villeneuve-sur-Lot              | à Villeneuve-sur-Lot              |  |  | à Lézignan-Corbières         | à Lézignan-Corbières         |  |  | à Narbonne          | à Narbonne          |
|  | XIII Baroudeur de Pia                | 14                                   | Villeneuve R.L.           | 10 |                                   |                                   |  |  | à Lézignan-Corbières         | à Lézignan-Corbières         |  |  | à Narbonne          | à Narbonne          |
|  | à Avignon                            |                                      | Villeneuve R.L.           | 10 |                                   |                                   |  |  | à Lézignan-Corbières         | à Lézignan-Corbières         |  |  | à Narbonne          | à Narbonne          |
|  |                                      | Saint-Estève XIII catalan            | 14                        |    |                                   |                                   |  |  | à Lézignan-Corbières         | à Lézignan-Corbières         |  |  | à Narbonne          | à Narbonne          |
|  | S.O. Avignon                         | Saint-Estève XIII catalan            | 14                        | 18 |                                   |                                   |  |  | à Lézignan-Corbières         | à Lézignan-Corbières         |  |  | à Narbonne          | à Narbonne          |
|  | S.O. Avignon                         | à Villegailhenc                      |                           | 18 |                                   |                                   |  |  | à Lézignan-Corbières         | à Lézignan-Corbières         |  |  | à Narbonne          | à Narbonne          |
|  | Saint-Estève XIII catalan            | 54                                   |                           |    |                                   |                                   |  |  | à Lézignan-Corbières         | à Lézignan-Corbières         |  |  | à Narbonne          | à Narbonne          |
|  | Saint-Estève XIII catalan            | 54                                   | Saint-Estève XIII catalan | 16 |                                   |                                   |  |  |                              |                              |  |  | à Narbonne          | à Narbonne          |
|  | à Villegailhenc                      |                                      | Saint-Estève XIII catalan | 16 |                                   |                                   |  |  |                              |                              |  |  | à Narbonne          | à Narbonne          |
|  |                                      | Toulouse olympique élite             | 0                         |    |                                   |                                   |  |  |                              |                              |  |  | à Narbonne          | à Narbonne          |
|  | Villegailhenc Aragon XIII            | Toulouse olympique élite             | 0                         | 27 |                                   |                                   |  |  |                              |                              |  |  | à Narbonne          | à Narbonne          |
|  | Villegailhenc Aragon XIII            | à Toulouse                           |                           | 27 |                                   |                                   |  |  |                              |                              |  |  | à Narbonne          | à Narbonne          |
|  | Villefranche XIII Aveyron            | 12                                   |                           |    |                                   |                                   |  |  |                              |                              |  |  | à Narbonne          | à Narbonne          |
|  | Villefranche XIII Aveyron            | 12                                   | Villegailhenc Aragon XIII | 8  |                                   |                                   |  |  |                              |                              |  |  | à Narbonne          | à Narbonne          |
|  | à Ille-sur-Têt                       |                                      | Villegailhenc Aragon XIII | 8  |                                   |                                   |  |  |                              |                              |  |  | à Narbonne          | à Narbonne          |
|  |                                      | Toulouse olympique élite             | 18                        |    |                                   |                                   |  |  |                              |                              |  |  | à Narbonne          | à Narbonne          |
|  | Ille XIII                            | Toulouse olympique élite             | 18                        | 14 |                                   |                                   |  |  |                              |                              |  |  | à Narbonne          | à Narbonne          |
|  | Ille XIII                            | à Carpentras                         |                           | 14 |                                   |                                   |  |  |                              |                              |  |  | à Narbonne          | à Narbonne          |
|  | Toulouse olympique élite             | 32                                   |                           |    |                                   |                                   |  |  |                              |                              |  |  | à Narbonne          | à Narbonne          |
|  | Toulouse olympique élite             | 32                                   | Saint-Estève XIII catalan | 26 |                                   |                                   |  |  |                              |                              |  |  |                     |                     |
|  | à Carpentras                         |                                      | Saint-Estève XIII catalan | 26 |                                   |                                   |  |  |                              |                              |  |  |                     |                     |
|  |                                      | Albi R.L.                            | 18                        |    |                                   |                                   |  |  |                              |                              |  |  |                     |                     |
|  | R.C. Carpentras                      | Albi R.L.                            | 18                        | 60 |                                   |                                   |  |  |                              |                              |  |  |                     |                     |
|  | R.C. Carpentras                      |                                      |                           | 60 |                                   |                                   |  |  |                              |                              |  |  |                     |                     |
|  | Tonneins XIII                        | 16                                   |                           |    |                                   |                                   |  |  |                              |                              |  |  |                     |                     |
|  | Tonneins XIII                        | 16                                   | R.C. Carpentras           | 10 |                                   |                                   |  |  |                              |                              |  |  |                     |                     |
|  | à Palau-del-Vidre                    |                                      | R.C. Carpentras           | 10 |                                   |                                   |  |  |                              |                              |  |  |                     |                     |
|  |                                      | Albi R.L.                            | 40                        |    |                                   |                                   |  |  |                              |                              |  |  |                     |                     |
|  | Palau Broncos XIII                   | Albi R.L.                            | 40                        | 16 |                                   |                                   |  |  |                              |                              |  |  |                     |                     |
|  | Palau Broncos XIII                   | à Carcassonne                        |                           | 16 |                                   |                                   |  |  |                              |                              |  |  |                     |                     |
|  | Albi R.L.                            | 30                                   |                           |    |                                   |                                   |  |  |                              |                              |  |  |                     |                     |
|  | Albi R.L.                            | 30                                   | Albi R.L.                 | 34 |                                   |                                   |  |  |                              |                              |  |  |                     |                     |
|  | à Saint-Gaudens                      |                                      | Albi R.L.                 | 34 |                                   |                                   |  |  |                              |                              |  |  |                     |                     |
|  |                                      | A.S. Carcassonne                     | 30                        |    |                                   |                                   |  |  |                              |                              |  |  |                     |                     |
|  | R.C. Saint-Gaudens                   | A.S. Carcassonne                     | 30                        | 6  |                                   |                                   |  |  |                              |                              |  |  |                     |                     |
|  | R.C. Saint-Gaudens                   |                                      |                           | 6  |                                   |                                   |  |  |                              |                              |  |  |                     |                     |
|  | A.S. Carcassonne                     | 50                                   |                           |    |                                   |                                   |  |  |                              |                              |  |  |                     |                     |
|  | A.S. Carcassonne                     | 50                                   | A.S. Carcassonne          | 29 |                                   |                                   |  |  |                              |                              |  |  |                     |                     |
|  | à Lézignan-Corbières                 |                                      | A.S. Carcassonne          | 29 |                                   |                                   |  |  |                              |                              |  |  |                     |                     |
|  |                                      | XIII limouxin                        | 16                        |    |                                   |                                   |  |  |                              |                              |  |  |                     |                     |
|  | F.C. Lézignan                        | XIII limouxin                        | 16                        | 8  |                                   |                                   |  |  |                              |                              |  |  |                     |                     |
|  | F.C. Lézignan                        |                                      |                           | 8  |                                   |                                   |  |  |                              |                              |  |  |                     |                     |
|  | XIII limouxin                        | 20                                   |                           |    |                                   |                                   |  |  |                              |                              |  |  |                     |                     |
|  | XIII limouxin                        | 20                                   |                           |    |                                   |                                   |  |  |                              |                              |  |  |                     |                     |

### Huitièmes de finale
Les huitièmes de finale se déroulent les samedi 4 et dimanche 5 janvier 2025.
Le tirage au sort amène quatre oppositions entre clubs de première division. Tout d'abord, le Villeneuve R.L. remporte une rencontre indécise grâce à leur demi Jackson Moule avec une pénalité à la 65e. Ensuite, le Saint-Estève XIII catalan ne laisse aucune chance au S.O. Avignon avec une victoire 54 à 18 avec une seconde mi-temps à sens unique pour les Catalans alors que le score est de 12 partout à la mi-temps. Dans le derby audois, le XIII limouxin fait parler l'expérience après une première mi-temps serrée face au F.C. Lézignan en s'imposant 20 à 8. Enfin, le tenant du titre, l'A.S. Carcassonne gagne facilement 50 à 6 au Stade Jules-Ribet de Saint-Gaudens face au R.C. Saint-Gaudens.
L'exploit de ce tour est au crédit du Villegailhenc Aragon XIII, pensionnaire de deuxième division, qui bat Villefranche XIII Aveyron 27 à 12. Les autres rencontres respectent la hiérarchie avec les victoires d'Albi R.L. sur Palau Broncos XIII et du Toulouse olympique élite sur Ille XIII.
Enfin, dans l'unique opposition entre clubs de deuxième division, le R.C. Carpentras s'impose 60 à 12 face à Tonneins XIII avec une seconde période à sens unique.
| 4 janvier 2025 | Villeneuve R.L. (1)                                                                                                  | 16 - 14 (14-8) | (1) XIII Baroudeur de Pia                                                                                       | Stade de Choisy, Villeneuve-sur-Lot 200 spectateurs |
| 4 janvier 2025 | Essai(s) : 2 Aiken (7e) et Bachoukh (35e) Transformation(s) : 2 Moule (7e et 35e) Pénalité(s) : 2 Moule (17e et 65e) |                | Essai(s) : 2 Bergal (13e) et Thérésin (55e) Transformation(s) : 1 Mathé (13e) Pénalité(s) : 2 Mathé (5e et 61e) | Stade de Choisy, Villeneuve-sur-Lot 200 spectateurs |
| 4 janvier 2025 | |                | | Stade de Choisy, Villeneuve-sur-Lot 200 spectateurs |

| 4 janvier 2025 | S.O. Avignon (1) | 18 - 54 (12 - 12) | (1) Saint-Estève XIII Catalan | Plaine des sports, Avignon Arbitre : M. Mohamed Drizza |
| 4 janvier 2025 | Essai(s) : 3 Hammouch (5e), Lis (37e), Atba (74e) Transformation(s) : 3 Arnaud (5e, 37e et 74e) Carton(s) jaune(s) : Lis (39e) |                   | Essai(s) : 10 Rey (14e), Darrélatour (26e), Martin (48e et 50e), Llong (34e), Aispuro-Bichet (41e), Castano (55e), Jimenez-Lopez (64e), Tignol (71e), Castany (77e) Transformation(s) : 7 Aispuro-Bichet (41e), Castany (48e, 50e, 55e, 64e, 71e et 77e) Carton(s) jaune(s) : 1 Castany (36e), Nahal (37e) | Plaine des sports, Avignon Arbitre : M. Mohamed Drizza |
| 4 janvier 2025 | |                   | | Plaine des sports, Avignon Arbitre : M. Mohamed Drizza |

| 5 janvier 2025 | R.C. Carpentras (2) | 60 - 16 (14 - 4) | (2) Tonneins XIII                                       | Stade de la Roseraie, Carpentras |
| 5 janvier 2025 | Essai(s) : 11 Cattier (10e et 19e), Carboni (39e et 78e), Alvado (41e), Boudoire (57e et 79e), Samaï (60e), Nicole (70e), Fronteau (73e) et Joubert (75e) Transformation(s) : 8 Fusté (10e, 41e, 57e et 60e), Cattier (70e, 73e, 75e et 79e) |                  | Essai(s) : 3 Boudon, Shaw et Lowe Transformation(s) : 2 | Stade de la Roseraie, Carpentras |
| 5 janvier 2025 | |                  |                                                         | Stade de la Roseraie, Carpentras |

| 5 janvier 2025 | Palau Broncos XIII (2)                                                                                   | 16 - 30 (0 - 16) | (1) Albi R.L. | Stade Georges-Vaills, Palau-del-Vidre |
| 5 janvier 2025 | Essai(s) : 3 Tomas (41e), Lepolard (54e) et Damion-Josse (69e) Transformation(s) : 2 Lafiti (41e et 54e) |                  | Essai(s) : 6 Guinguet (14e et 36e), Bernard (23e), Taillades (30e et 65e) Boualem (63e) Transformation(s) : 3 Tailhades (23e, 30e et 65e) | Stade Georges-Vaills, Palau-del-Vidre |
| 5 janvier 2025 | |                  | | Stade Georges-Vaills, Palau-del-Vidre |

| 5 janvier 2025 | Villegailhenc Aragon XIII (2) | 27 - 12 (12 - 12) | (1) Villefranche XIII Aveyron                                 | Stade Jérome-Rieux, Villegailhenc |
| 5 janvier 2025 | Essai(s) : 4 Garrouste (22e), Marot (39e), Bourrel (54e) et Ahcini (62e) Transformation(s) : 3 Limongi (22e, 39e et 54e) Pénalité(s) : 2 Limongi (51e et 74e) Drop(s) : 1 Limongi (58e) |                   | Essai(s) : 2 Glossop (6e) et Ugaï (30e) Transformation(s) : 2 | Stade Jérome-Rieux, Villegailhenc |
| 5 janvier 2025 | |                   |                                                               | Stade Jérome-Rieux, Villegailhenc |

| 5 janvier 2025 | R.C. Saint-Gaudens (1)                                        | 6 - 50 (6 - 22) | (1) A.S. Carcassonne | Stade Jules-Ribet, Saint-Gaudens |
| 5 janvier 2025 | Essai(s) : 1 Robinson (23e) Transformation(s) : 1 Lucas (24e) |                 | Essai(s) : 9 Canet (7e, 51e et 59e), Serevelu (9e), Gambaro (18e, 54e et 56e), Escaré (34e) et Lopez (75e) Transformation(s) : 7 Herrero | Stade Jules-Ribet, Saint-Gaudens |
| 5 janvier 2025 |                                                               |                 | | Stade Jules-Ribet, Saint-Gaudens |

| 5 janvier 2025 | F.C. Lézignan (1)                                                               | 8 - 20 (4 - 4) | (1) XIII limouxin | Stade du Moulin, Lézignan-Corbières Arbitre : M. Stéphane Vincent |
| 5 janvier 2025 | Essai(s) : 2 Mata'Afa (18e) et Monteil (60e) Carton(s) jaune(s) : 1 Marty (30e) |                | Essai(s) : 3 Garrouste (31e), Torreilles (46e) et Yannis Belmaaziz (79e) Transformation(s) : 2 Dall-Asta (46e et 79e) Pénalité(s) : 2 Dall'Asta (53e et 69e) Carton(s) jaune(s) : 1 Yan Belmaaziz (32e) | Stade du Moulin, Lézignan-Corbières Arbitre : M. Stéphane Vincent |
| 5 janvier 2025 |                                                                                 |                | | Stade du Moulin, Lézignan-Corbières Arbitre : M. Stéphane Vincent |

| 5 janvier 2025 | Ille XIII (2) | 14 - 32 (6 - 12) | (1) Toulouse olympique élite | Stade Jean-Galia, Ille-sur-Têt |
| 5 janvier 2025 | Essai(s) : 2 essais Le Cam (5e) et Jampy (53e) Transformation(s) : 2 Soula (5e et 53e) Pénalité(s) : 1 Soula (62e) Carton(s) jaune(s) : 1 Bénet (77e) |                  | Essai(s) : 6 Collin (11e), Drigui (28e et 68e), Sinimale (70e), Tropis (74e) et Palin (79e) Transformation(s) : 3 Maurel Pénalité(s) : 1 Maurel (38e) Carton(s) jaune(s) : 1 Skoundri (16e) | Stade Jean-Galia, Ille-sur-Têt |
| 5 janvier 2025 | |                  | | Stade Jean-Galia, Ille-sur-Têt |

### Quarts de finale
Les quarts de finale de la Coupe ont lieu les samedi 8 et dimanche 9 février 2025. Le tirage au sort, effectué par le président des Dragons Catalans, Bernard Guasch, accompagné de deux joueurs Théo Fages et Tevita Pangai Junior, s'est déroulé le 10 janvier 2025 sur la chaîne YouTube de la Fédération française de rugby à XIII dans les locaux du journal L'Indépendant.
| 8 février 2025 15 h | R.C. Carpentras (2) | 10 - 40 (6 - 22) | (1) Albi R.L. | Stade de la Roseraie, Carpentras Arbitre : M. Mohamed Drizza |
| 8 février 2025 15 h | Essai(s) : 2 Joubert (10e) et Mouelhi (61e) Transformation(s) : 1 Cattier (10e) Carton(s) jaune(s) : 1 Budzeszewski (60e) |                  | Essai(s) : 8 Pedrero (7e), Liauzin (12e), Le Cam (25e), Guinguet (32e, 64e et 71e) et Hnangan (49e et 65e) Transformation(s) : 4 Franco (7e, 12e, 25e et 65e) Carton(s) jaune(s) : 1 Vuillermet (51e) | Stade de la Roseraie, Carpentras Arbitre : M. Mohamed Drizza |
| 8 février 2025 15 h | |                  | | Stade de la Roseraie, Carpentras Arbitre : M. Mohamed Drizza |

L'Albi R.L. affronte le pensionnaire de seconde division le R.C. Carpentras. Les Tarnais, bien que privés sur blessure de leur capitaine Tristan Dupuy et du centre Adrien Saliès, arrivent avec une série de huit victoires consécutives et semblent ainsi grand favoris de ce quart de finale. Toutefois, la rencontre se déroule au domicile des Carpentrassiens au stade de la Roseraie de Carpentras.
Les Albigeois entament parfaitement la rencontre et mènent rapidement au score malgré un terrain peu praticable en raison de la pluie qui tombe et d'une pelouse gorgée d'eau. Ils dominent et se détachent au score sous l'impulsion de leur demi Mickaël Goudemand et des essais de Nittim Pedrero, Liauzin, Corentin Le Cam et Guinguet avant la mi-temps. Menant 22 à 6 à la mi-temps, les Tarnais contrôlent la rencontre dans le deuxième acte. La pluie redouble en cette seconde mi-temps. Les Albigeois creusent l'écart avec de nouveaux essais de Hnangan et Guinguet. Le R.C. Carpentras a le mérite de ne pas abdiquer avec deux essais inscrits au cours de la rencontre par Joubert et Mouelhi. L'Albi R.L. s'impose au final 40 à 10.
| 8 février 2025 15 h 30 | Villeneuve R.L. (1) | 10 - 14 (6 - 10) | (1) Saint-Estève XIII catalan                                                                                              | Stade de Choisy, Villeneuve-sur-Lot Arbitre : M. Stéphane Vincent |
| 8 février 2025 15 h 30 | Essai(s) : 2 Gilles (38e) et Barjou(68e) Transformation(s) : 1 Moule (39e) Carton(s) jaune(s) : 2 Vergniol (19e) et Rouillard (46e) |                  | Essai(s) : 2 Darrélatour (23e) et Rey (28e) Pénalité(s) : 3 Castany (27e, 71e et 73e) Carton(s) jaune(s) : 1 Vailhen (64e) | Stade de Choisy, Villeneuve-sur-Lot Arbitre : M. Stéphane Vincent |
| 8 février 2025 15 h 30 | |                  | | Stade de Choisy, Villeneuve-sur-Lot Arbitre : M. Stéphane Vincent |

Le Saint-Estève XIII catalan est le favori de cette opposition au regard de son rang en Championnat, toutefois le Villeneuve R.L. a surpris au tour précédent en battant à domicile le XIII Baroudeur de Pia 16 - 14, ce qui rend les Catalans méfiants.
Une grosse averse en début de rencontre rend le terrain à la limite du praticable et amène l'arbitre à suspendre la rencontre le temps que la pluie se calme. La rencontre débute par un essai catalan de Léo Darrélatour à la 23e minute lors d'un avantage numérique en raison d'un carton jaune reçu par Vergniol. Une mauvaise réception de la défense villeneuvoise permet à Corentin Rey d'inscrire un second essai catalan. Les Villeneuvois font alors entrer du sang frais avec Geoffrey Zava qui par son impact permet à ses coéquipiers de marquer avant la mi-temps par l'Australien Jacob Gilles contraignant les Catalans à rentrer au vestiaire avec un avantage de seulement quatre points 10 à 6. La seconde mi-temps est à l'avantage des locaux qui poussent la défense catalane dans son camp et finissent par égaliser sur un essai d'Antony Barjou non transformé. Au moment d'arriver dans le dernier quart d'heure, le Catalan Bruno Castany marque coup sur coup deux pénalités pour un score de 14 à 10. La fin de rencontre se déroule dans une ambiance tendue où les Villeneuvois sont tout proches de marquer mais sans réussite, tel Giles faisant tomber le ballon dans l'en-but catalan avant d'aplatir. Le score en reste là. Les Catalans se qualifient donc avec difficulté en demi-finale.
| 8 février 2025 16 h | A.S. Carcassonne (1) | 29 - 16 (7 - 6) | (1) XIII limouxin | Stade Albert-Domec, Carcassonne Arbitre : M. Geoffrey Poumes |
| 8 février 2025 16 h | Essai(s) : 5 Albérola (27e), Escaré (52e), Drodrolagi (58e) et Serulevu (68e et 78e) Transformation(s) : 4 Herrero (27e, 52e, 58e et (78e) Drop(s) : 1 Herrero (37e) Carton(s) jaune(s) : 1 L. Albert (33e) |                 | Essai(s) : 3 Dall'Asta (1re), Crunel, Bouscayrol Pénalité(s) : 1 Dall'Asta (33e) Carton(s) jaune(s) : 1 Broadhurst (55e) | Stade Albert-Domec, Carcassonne Arbitre : M. Geoffrey Poumes |
| 8 février 2025 16 h | |                 | | Stade Albert-Domec, Carcassonne Arbitre : M. Geoffrey Poumes |

Au stade Albert-Domec de Carcassonne, le tenant du titre, l'A.S. Carcassonne, accueille l'outsider voisin le XIII limouxin et a le rôle de favori au regard du classement.
Dans ce derby audois, les Limouxins surprennent les Carcassonnais dès le coup d'envoi. Dall'Asta récupère son coup de pied d'envoi et s'en va marquer un essai. Les Carcassonnais parviennent à recoller au score 6 à 6 avec un essai d'Albérola. Le Carcassonnais Herrero réussit un drop juste avant l'entrée au vestiaire, permettant aux locaux de mener 7 à 6. La seconde période voit le même scenario se répéter avec un nouvel essai limouxin d'entrée. Carcassonne trouve les ressources suffisantes avec un essai de Morgan Escaré puis un autre essai de Jowasa Drodrolagi, profitant de l'expulsion temporaire de Broadhurst. Limoux inscrit un nouvel essai par Bouscayrol pour permettre d'amoindrir l'écart à 19 à 16 mais les Carcassonnais prennent ensuite le large avec deux essais de Serulevu pour un score final de 29 à 16.
| 9 février 2025 15 h 30 | Villegailhenc Aragon XIII (2)                                                                              | 8 - 18 (4 - 16) | (1) Toulouse olympique élite | Stade Jérome Rieux, Villegailhenc Arbitre : M. Nicaud |
| 9 février 2025 15 h 30 | Essai(s) : 2 P.-L. Bourrel (14e) et Garrouste (79e) Carton(s) jaune(s) : 2 A. Bourrel (64e) et Berto (76e) |                 | Essai(s) : 3 Tropis (19e et 30e) et Belhadri (28e) Transformation(s) : 2 Baldy (19e et 28e) Pénalité(s) : 1 Baldy (54e) Carton(s) jaune(s) : 3 Marcon, Belhadri (64e) et Tropis (76e) | Stade Jérome Rieux, Villegailhenc Arbitre : M. Nicaud |
| 9 février 2025 15 h 30 | |                 | | Stade Jérome Rieux, Villegailhenc Arbitre : M. Nicaud |

Dans ce dernier quart de finale du week-end, le pensionnaire de seconde division, le Villegailhenc Aragon XIII, accueille le Toulouse olympique élite, bon dernier du Championnat de France de première division. Villegailhend a surpris le Villefranche XIII Aveyron au tour précédent et compte bien réaliser un second exploit.
Menant rapidement par un essai de Pierre-Louis Bourrel qui se blesse sur l'action, les Villegailhencois pensent que l'exploit est faisable mais les Toulousains mettent la main sur le ballon et accélèrent le jeu. Ainsi, en près de dix minutes, les visiteurs marquent trois essais par Tropis et Belhadri et mènent à la mi-temps 16 à 4. La seconde mi-temps est beaucoup plus équilibrée et seul le Toulousain Baldy marque deux points sur une pénalité pour porter le score à 18 à 4. Les cartons jaunes se succèdent dans les vingt dernières minutes des deux côtés et Villegailhenc bute sur une solide défense toulousaine. Finalement, les locaux marquent un ultime essai par Quentin Garrouste, insuffisant et trop tardif pour entrevoir de renverser la rencontre et ils s'inclinent 18 à 8.

### Demi-finales
Les demi-finales de la Coupe ont lieu les samedi 22 et dimanche 23 mars 2025 sur terrain neutre.  Le tirage au sort est effectué par le président de la Fédération française de rugby à XIII, Dominique Baloup, dans les locaux de l'agence Athlead Agency le 14 février 2025.
| Demi-finale Samedi 22 mars 2025 15 h | Albi R.L. (1) | 34 - 30 (20 - 12) | (1) A.S. Carcassonne | Stade Ernest-Wallon, Toulouse 4 500 spectateurs Arbitre : M. Stéphane Vincent |
| Demi-finale Samedi 22 mars 2025 15 h | Essai(s) : 6 Salies (9e), Bernard (13e), Le Cam (45e), C. Talhaides (48e), Hinagan (64e) et Gigot (83e) Transformation(s) : 4 Gigot (14e, 46e, 49e et 65e) Pénalité(s) : 1 Gigot (28e) |                   | Essai(s) : 5 Bouregba (25e), Boyer (32e), Canet (35e) et Gambaro (68e et 73e) Transformation(s) : 4 Herrero (26e, 32e, 36e et 73e) Pénalité(s) : 1 Herrero (40e) Carton(s) jaune(s) : 1 Herrero (44e) | Stade Ernest-Wallon, Toulouse 4 500 spectateurs Arbitre : M. Stéphane Vincent |
| Demi-finale Samedi 22 mars 2025 15 h | |                   | | Stade Ernest-Wallon, Toulouse 4 500 spectateurs Arbitre : M. Stéphane Vincent |

La première demi-finale oppose les deux favoris pour le titre du Championnat de France. L'A.S. Carcassonne est par ailleurs le triple tenant du titre de la Coupe de France (2019, 2023 et 2024). La rencontre se déroule sur le terrain neutre du stade Ernest-Wallon de Toulouse. Les deux dernières finales d'Albi R.L. en 2023 en Coupe et en 2024 en Championnat se sont toutes deux achevées par une défaite contre son adversaire du jour carcassonnais. Toutefois, sa place de leader de Championnat lui confère une position plus solide qu'auparavant et lui fait croire en ses chances.
Très équilibrée sur le papier, la rencontre l'est tout autant sur le terrain puisque c'est aux prolongations qu'elle se termine après un score de parité 30 à 30 à la fin du temps réglementaire. C’est un véritable festival offensif avec onze essais marqués durant la rencontre, les deux équipes ayant alterné les temps forts. Albi mène à la pause 20 à 12 mais le deuxième acte voit Carcassonne revenir et ne pas lâcher son adversaire pour un score d'égalité à la 80e minute. Carcassonne manque la victoire avec la tentative ratée de transformation par Clément Herrero sur le dernier essai carcassonnais à la 73e minute de Georgy Gambaro. En toute fin de rencontre, le demi albigeois Tony Gigot tente trois drops mais les rate. Finalement, à la 3e minute des prolongations, le même T. Gigot intercepte un ballon dans les vingt mètres carcassonnais pour filer à l'essai et donner la qualification en finale.
| Demi-finale Dimanche 23 mars 2025 16 h | Saint-Estève XIII catalan (1) | 16 - 0 (6 - 0) | (1) Toulouse olympique élite | Stade du Moulin, Lézignan-Corbières 900 spectateurs Arbitre : M. Geoffrey Poumes |
| Demi-finale Dimanche 23 mars 2025 16 h | Essai(s) : 3 Rey (17e), Llong (61e) et Darrélatour (64e) Transformation(s) : 1 Castany (17e) Pénalité(s) : 1 Castany (37e) Carton(s) jaune(s) : 1 Jimenez-Lopez (29e) |                |                              | Stade du Moulin, Lézignan-Corbières 900 spectateurs Arbitre : M. Geoffrey Poumes |
| Demi-finale Dimanche 23 mars 2025 16 h | |                |                              | Stade du Moulin, Lézignan-Corbières 900 spectateurs Arbitre : M. Geoffrey Poumes |

La seconde demi-finale oppose, sur le terrain neutre du stade du Moulin de Lézignan-Corbières, l'un des leaders du Championnat de France, le Saint-Estève XIII catalan, au Toulouse olympique élite qui occupe les dernières places du classement et dont c'est la première qualification en demi-finale de son histoire. Les deux équipes se sont rencontrées dans le cadre du Championnat la semaine précédente avec une victoire catalane 44 à 4. Dans l'optique de cette rencontre, Toulouse fait appel à certains joueurs du Toulouse olympique XIII, tels que Dimitri Biscarro et Lambert Belmas, pour ainsi espérer une qualification.
Appliqués, les Catalans dominent leurs adversaires pour un score final de 16 à 0. Toutefois, Toulouse n'a pas laissé les Catalans déployer leur jeu habituel. Sur une pelouse trempée par la pluie tombée avant la rencontre, les Catalans ouvrent le score par un essai de Corentin Rey à la 17e minute puis le match connaît de nombreuses imprécisions et ballons perdus. Les Catalans buttent alors sur une solide défense toulousaine. C'est à l'heure de jeu que la situation se débloque sur un essai tout en puissance de Léo Llong à la 61e minute, suivi d'un autre essai de Léo Darrélatour en coin à la 64e minute, qui marque la fin des espoirs toulousains.

### Finale - 5 avril 2025
(mt : 16 - 10)
Points marqués :
- Saint-Estève XIII catalan : 4 essais de Vailhen (2e), Castany (16e), Darrélatour (57e) et Rey (74e) ; 3 transformations de Castany (3e, 17e et 57e) ; 2 pénalités de Castany (10e et 13e).
- Albi R.L. : 3 essais de Budden (27e), Pedrero (35e) et C. Tailhades (49e) ; 2 transformations de Gigot (28e et 50e) ; 1 pénalité de Gigot (52e) ; 1 carton jaune de Wall (43e)

Évolution du score : 6-0, 8-0, 10-0, 16-0, 16-6, 16-10 (mi-temps), 16-16, 16-18, 22-18, 26-18.
Arbitre : M. Geoffrey Poumes
Spectateurs : 4 500
Composition des équipes :
- Saint-Estève XIII catalan : Tanguy Zénon - Léo Darrélatour, Lenny Marc, Clément Martin, Corentin Rey - César Rougé (o), Bruno Castany (m) - Franck Maria, Yacine Ben Abdeslem, Florian Vailhen, Loan Castano, Lucas Tignol, Thibaud Margalet (c) - Robin Hugues, Giovanni Descalzi, Renaud Lapierre, Valentin Fernandez- Entraîneurs : Rémi Casty-Justin Murphy
- Albi R.L. : Romain Franco - Nittim Pedrero, Hnaloan Budden, Adrien Salies, Théo Guinguet - Brad Wall (o), Tony Gigot (m) - Ben Shea, Mathieu Liauzun, Chase Bernard (c), Jayson Goffin, Corentin Le Cam, Mickaël Goudemand - Clément Tailhades, Maxime Puech, Tristan Dupuy, Louis Tailhades- Entraîneurs : Joris Canton-Fabien Denis (adj..)

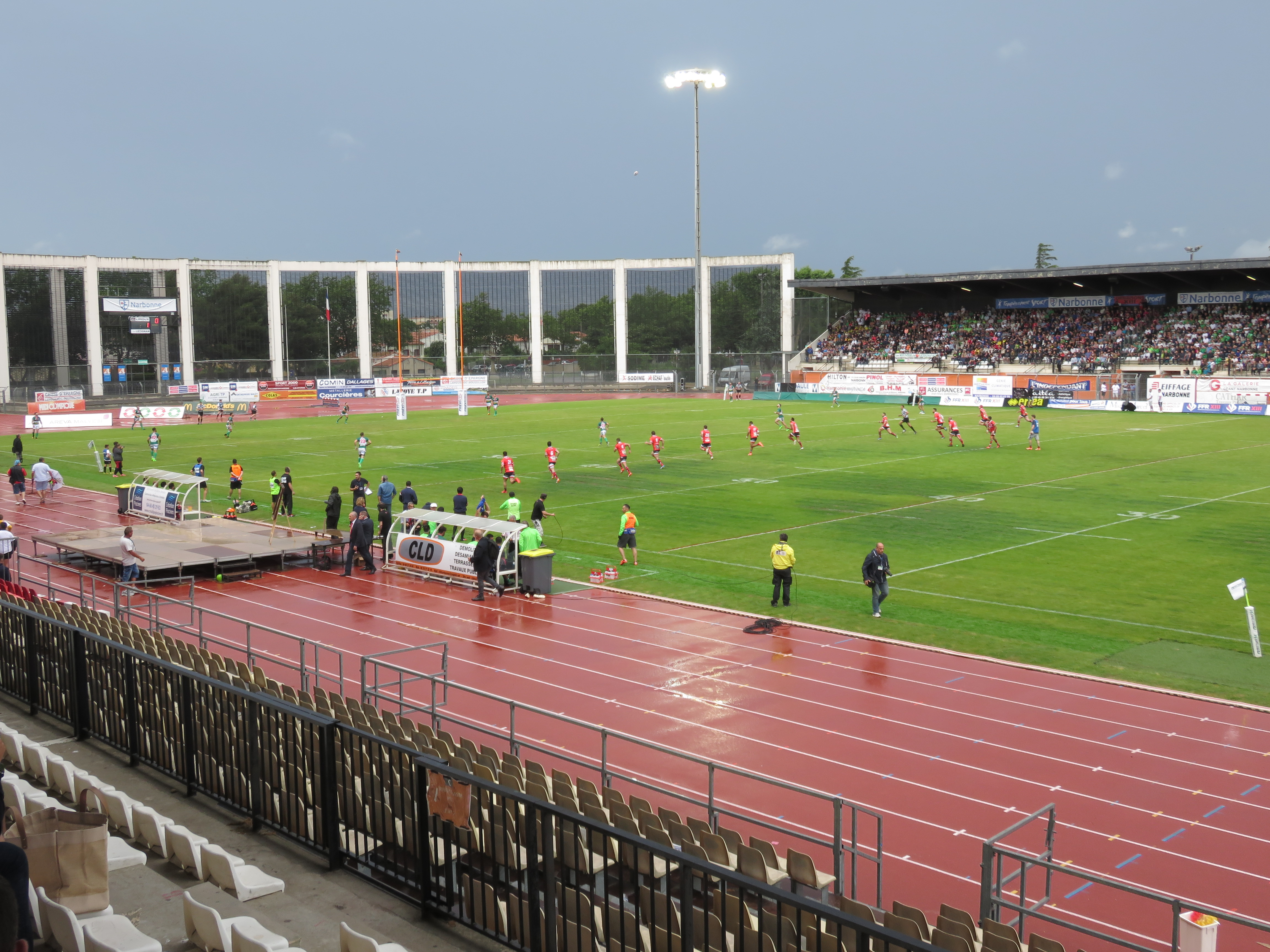
Le Parc des sports et de l'amitié de Narbonne, lieu de la finale.

Pour la première fois depuis 2003, aucun club du département de l'Aude n'est présent en finale. Elle oppose, en cette saison 2024-2025, l'Albi R.L. au Saint-Estève XIII catalan. L’Albi R.L., entraîné par le duo Joris Canton-Fabien Denis, a éliminé en demi-finale le triple tenant du titre l'A.S. Carcassonne après s'être défait des pensionnaires d'Élite 2 le R.C. Carpentras en quart-de-finale et du Palau Broncos XIII en huitième de finale. Le club tarnais ne compte qu'un titre de Coupe de France remporté il y a quarante ans en 1974 et deux finales perdues en 2008 et 2023. Il affronte le Saint-Estève XIII catalan, club réserve des Dragons catalans qui évoluent en Super League, entraîné par le duo Rémi Casty-Justin Murphy, qui de son côté a écarté chronologiquement le S.O. Avignon, le Villeneuve  R.L. et le Toulouse olympique élite. Le club catalan, créé en 2000, compte cinq titres remportés en 2001, 2004, 2005 (les trois premiers sous la dénomination « Union treiziste catalane » avant l'intégration des Dragons Catalans en Super League), 2016 et 2018.
Après quatre finales tenues au stade Gilbert-Brutus de Perpignan, la finale 2025 se déroule au Parc des sports et de l'amitié de Narbonne, précédée de la finale de la Coupe Luc Nitard,. La dernière édition en ce lieu s'est déroulée en 2012. La rencontre, programmée à 18 h, est télévisée en direct sur les chaînes ViàOccitanie et Sport en France. L'arbitre désigné est Geoffrey Poumès. L'opposition entre les deux clubs est également une opposition de deux groupes diamétralement opposés avec du côté albigeois la présence d'anciens expérimentés des Dragons catalans et du Saint-Estève XIII catalan tels que Tony Gigot, Romain Franco, Mickaël Goudemand, Corentin Le Cam et d'autres joueurs aussi expérimentés avec Brad Wall, le capitaine Chase Bernard et Maxime Puech, et du côté catalan des juniors encadrés par Thibaud Margalet, César Rougé et Franck Maria. En Championnat, les deux clubs se sont affrontés à deux reprises avec, à chaque fois, une victoire catalane, la première 20 à 16 à Albi le 2 novembre 2024, la seconde 20 à 14 à Perpignan le 9 mars 2025,. En Championnat, l'Albi R.L. occupe alors la première place et le Saint-Estève XIII catalan la troisième, mais seulement trois points les séparent.
La rencontre débute idéalement pour le Saint-Estève XIII catalan qui mène 16 à 0 après seulement un quart d'heure de jeu. Florian Vailhen marque le premier essai transformé par Bruno Castany à la 2e minute. Castany marque par la suite deux pénalités aux 10e et 13e minutes avant de filer à l'essai, transformé à la 17e minute,. Les Albigeois ont alors pris un coup sur la tête, victimes de leur entrée de match médiocre et indisciplinée et concédant huit pénalités en vingt minutes. À la demi-heure de jeu, les Tarnais reviennent dans le match et inscrivent deux essais par Hnaloan Budden à la 27e minute et Nittim Pedrero à la 35e minute, le premier transformé par Tony Gigot, pour recoller au score 16 à 10, score de la mi-temps.
Au retour des vestiaires, l'Albigeois Brad Wall prend un carton jaune qui l'exclut dix minutes mais cela n'empêche pas Albi d'égaliser par un essai de Clément Tailhades, transformé, et de mener 18 à 16 à la 50e minute sur une pénalité de T. Gigot. Toutefois, le retour de B. Wall n'amène pas les Albigeois à conserver leur avance longtemps puisque les Catalans reprennent la tête avec un essai de l'ancien quinziste Léo Darrélatour, il faut attendre la 74e minute pour voir les Catalans se mettre à l'abri avec un ultime essai de Corentin Rey lancé par Clément Martin. Le score final est de 26 à 18. Le Catalan B. Castany partage sa joie en fin de match et confie qu'il s'agit « du match le plus difficile de sa carrière ». Albi vit sa troisième finale perdue en trois ans, après les finales de la Coupe 2023 et du Championnat 2024. Le demi albigeois M. Goudemand reconnaît que « leur entame est une des causes de la défaite ».
En lever de rideau, le Toulouse olympique XIII remporte la Coupe Luc Nitard des moins de 19 ans 48 à 36 face au Saint-Estève XIII catalan.

## Synthèse

### Nombre d'équipes par division et par tour
| Divisions / Manches | 1er tour | Huitièmes de finale | Quarts de finale | Demi-finales  | Finale        |
| ------------------- | -------- | ------------------- | ---------------- | ------------- | ------------- |
| Super XIII 11 clubs | absents  | 11                  | 6                | 4             | 2             |
| Élite 2 9 clubs     | 8        | 5                   | 2                | aucune équipe | aucune équipe |

### Le parcours des clubs de Super XIII et Élite 2
- Les clubs d'Élite 2 font leur entrée dans la compétition lors du premier tour dit de barrages.
- Les clubs de Super XIII font leur entrée dans la compétition lors des huitièmes de finale.

| Club (Super XIII)         | Saison précédente | Saison 2024-2025 |
| ------------------------- | ----------------- | ---------------- |
| A.S. Carcassonne          | Vainqueur         | 1/2 finale       |
| F.C. Lézignan             | Finaliste         | 1/8 de finale    |
| Saint-Estève XIII catalan | 1/2 finale        | Vainqueur        |
| S.O. Avignon              | 1/2 finale        | 1/8 de finale    |
| Albi R.L.                 | 1/4 de finale     | Finaliste        |
| XIII limouxin             | 1/4 de finale     | 1/4 de finale    |
| Villeneuve R.L.           | 1/4 de finale     | 1/4 de finale    |
| R.C. Saint-Gaudens        | 1/4 de finale     | 1/8 de finale    |
| Toulouse olympique élite  | 1/8 de finale     | 1/2 finale       |
| XIII Baroudeur de Pia     | 1/8 de finale     | 1/8 de finale    |
| Villefranche XIII Aveyron | 1/8 de finale     | 1/8 de finale    |

| Club (Élite 2)               | Saison précédente | Saison 2024-2025 |
| ---------------------------- | ----------------- | ---------------- |
| Villegailhenc Aragon R.L.    | 1/8 de finale     | 1/4 de finale    |
| Ille XIII                    | 1/8 de finale     | 1/8 de finale    |
| R.C. Lescure-Arthès          | 1/8 de finale     | 1er tour         |
| R.C. Salon XIII              | 1/8 de finale     | 1er tour         |
| R.C. Carpentras              | 1er tour          | 1/4 de finale    |
| Palau Broncos XIII           | 1er tour          | 1/8 de finale    |
| Tonneins Lot et Garonne XIII | 1er tour          | 1/8 de finale    |
| Pamiers-Vernajoul XIII       | Absent            | 1er tour         |
| Réalmont XIII                | Absent            | 1er tour         |

### Club éliminé par un club de division inférieure
| Club vainqueur                 | Club perdant                      | Tour               |
| ------------------------------ | --------------------------------- | ------------------ |
| Villegailhenc Aragon XIII (E2) | Villefranche XIII Aveyron (SXIII) | Huitième de finale |